# Be my lover
『Be my lover』（ビー・マイ・ラバー）は、2021年2月17日に発売したEUPHORIAの5枚目のシングル。

## 概要
表題曲は大事な人にまっすぐに想いを伝える、冬の告白ソング。作詞にwacciの橋口洋平を迎えた。
メンバーは、詩織叶逢、翔咲心、碧井湊都、海憧乙綺。

## 収録曲
テイチクレコード公式サイト内の紹介ページによる。

### 初回限定盤A
CD
1. Be my lover
  - 作詞：橋口洋平
  - 作曲：伊秩弘将
  - 編曲：佐久間誠
2. あてのない未来
  - 作詞・作曲：阿久津健太郎
  - 編曲：佐久間誠

DVD
- 「Be my lover」Music Video

### 初回限定盤B
CD
1. Be my lover
2. あてのない未来

DVD
- 「Be my lover」Making of Music Video

### 通常盤
CD
1. Be my lover
2. あてのない未来
3. ワンサイドラブ
  - 作詞：北樹木
  - 作曲：YUMA
  - 編曲：佐久間誠
4. Be my lover（Instrumental）
5. あてのない未来（Instrumental）
6. ワンサイドラブ（Instrumental）